# Col·lapse de l'edat de bronze

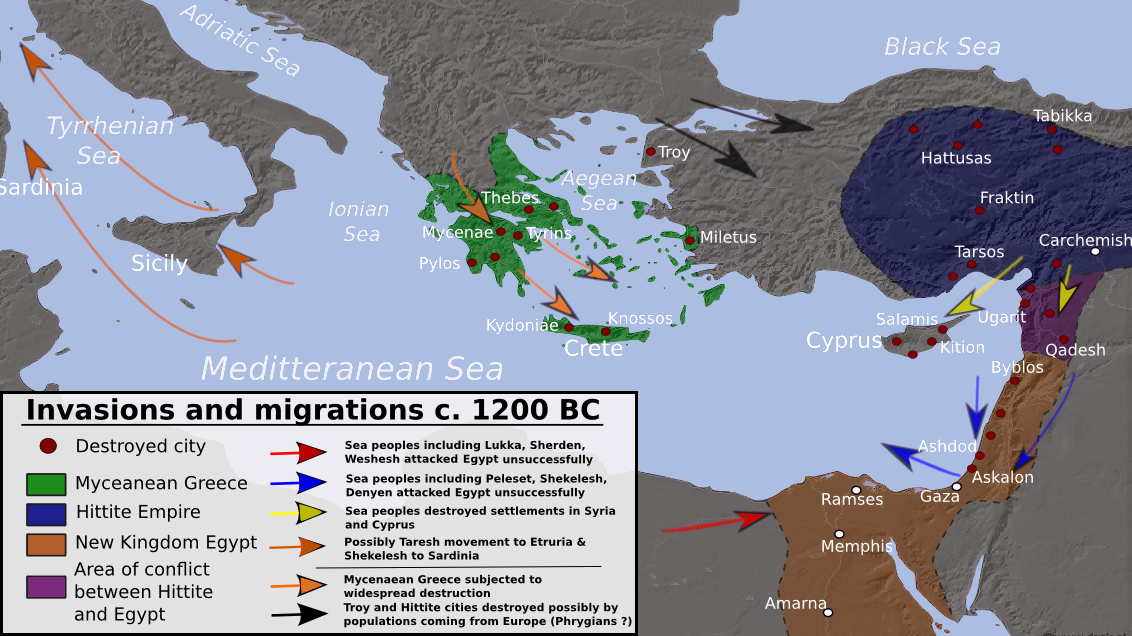
Invasions, destrucció i possibles moviments de població durant el col·lapse de l'edat de bronze, cap al 1.200 aC.

El col·lapse de l'edat de bronze és el fenomen que va suposar el pas abrupte de l'edat de bronze a l'edat del ferro a l'est de la Mediterrània, en contrast amb les transicions més calmades d'altres àrees, a partir del 1200 aC. La destrucció de les formes de vida anteriors, centrades en l'economia palatina que dominava grans extensions de terreny, per passar a una cultura de ciutats estat va suposar la pèrdua de contacte entre comunitats, crisi política i econòmica. També va propiciar l'aparició de nous pobles i migracions massives. Aquest col·lapse és l'origen de molts mites al voltant d'una edat d'or perduda, en contrast amb un present marcat per la decadència i la violència. Només Assíria va salvar-se d'aquest col·lapse.

## Causes
Es considera que no hi ha una sola causa que expliqui el pas sobtat d'un sistema a un altre, sinó que va ser la conjunció de diversos factors, als quals els estudiosos atorguen diferent pes. En primer lloc van influir motius climàtics. Una sequera de diversos anys va empitjorar el rendiment dels conreus, fet que va provocar el descontentament dels camperols, assetjats per la fam després d'un període de creixement demogràfic. Això va donar peu a diverses revoltes populars, agreujades per la pressió dels pobles de la mar sota la forma d'invasions o migracions massives. En paral·lel es va produir un canvi en les armes, amb l'ús del ferro i un major pes de la infanteria als exèrcits. Aquestes tropes vencien fàcilment els antics exèrcits i van propiciar canvis de fronteres i absorcions de grans ciutats, moltes d'elles mal preparades per a la guerra. Aquest clima bèl·lic va agreujar-se per les incursions de revenja i va provocar èxodes massius i la despoblació de grans zones urbanes, així com la destrucció de patrimoni i de les reserves de menjar, la qual cosa va incrementar la fam al territori. El pol·len trobat en els nuclis de sediments del mar Mort i el mar de Galilea mostra que hi hagué un període de sequera severa al principi del col·lapse.

## Zones afectades

La situació geopolítica a l'Orient Mitjà cap al 1200 aC, al final de l'Edat del Bronze Final.

La zona dels hitites, que vivia una època convulsa després dels intents d'expansió assiris, va patir una destrucció generalitzada, incloent-hi l'incendi de la seva capital, Hattusa, per part d'una coalició de pobles invasors. L'imperi mai no es va recuperar i va ser absorbit per altres potències regionals. Els jaciments de ciutats hitites que millor mostren la destrucció sobtada són els de Troia, Milet, Mersin, Tarhuntassa i la ja esmentada Hattusa.
La civilització micènica va ser arrasada per la invasió dòrica i el món hel·lènic va entrar en l'anomenada edat fosca grega. Els refugiats de les ciutats destruïdes van provocar la caiguda de Xipre, incapaç d'assumir la nova població i encerclada per pirates marítims. La confederació de pobles de la mar amenaçava els regnes de Llevant. Els líders de Síria van intentar forjar una aliança amb Alaixiya per resistir-los, debades. Ugarit va caure i va arrossegar altres poblacions de la zona, com Cadeix o Alep. Alguns nous pobladors, com els filisteus, van desallotjar els antics habitants.
Els egipcis van aguantar el primer embat però van veure's afeblits per divisions internes al Tercer Període Intermedi d'Egipte. Tanmateix, van aprofitar el caos general per enfortir posicions a zona palestina i a l'oest.